# Велика Лудина
Велика Лудина је насељено место и средиште општине у Мославини, Сисачко-мославачка жупанија, Хрватска. До нове територијалне организације, била је део бивше велике општине Кутина.

## Становништво

### Попис2011.
На попису становништва 2011. године, општина Велика Лудина је имала 2.625 становника, од чега у самој Великој Лудини 751.

### Попис2001.
По попису становништва из 2001. године, општина Велика Лудина је имала 2.831 становника, од тога је у самој Великој Лудини живело 724 становника.

### Попис1991.
До нове територијалне организације у Хрватској, општина Велика Лудина се налазила у саставу бивше велике општине Кутина.
Национални састав општине Велика Лудина, по попису из 1991. године је био следећи:
| година пописа | укупно | Хрвати         | Срби       | Југословени | остали      |
| ------------- | ------ | -------------- | ---------- | ----------- | ----------- |
| 1991          | 2.869  | 2.701 (94,14%) | 10 (0,34%) | 9 (0,31%)   | 149 (5,19%) |

## Попис1991.
На попису становништва 1991. године, насељено место Велика Лудина је имало 689 становника, следећег националног састава:
| Попис 1991.‍  | Попис 1991.‍  | Попис 1991.‍ | Попис 1991.‍ | Попис 1991.‍ |
| ------------ | ------------ | ----------- | ----------- | ----------- |
|              |              |             |             |             |
| Хрвати       | Хрвати       |             | 642         | 93,17%      |
| Чеси         | Чеси         |             | 16          | 2,32%       |
| Пољаци       | Пољаци       |             | 7           | 1,01%       |
| Срби         | Срби         |             | 5           | 0,72%       |
| Југословени  | Југословени  |             | 4           | 0,58%       |
| Италијани    | Италијани    |             | 1           | 0,14%       |
| Мађари       | Мађари       |             | 1           | 0,14%       |
| Муслимани    | Муслимани    |             | 1           | 0,14%       |
| Словенци     | Словенци     |             | 1           | 0,14%       |
| Украјинци    | Украјинци    |             | 1           | 0,14%       |
| неопредељени | неопредељени |             | 6           | 0,87%       |
| непознато    | непознато    |             | 4           | 0,58%       |
| укупно: 689  |              |             |             |             |

## Познати Лудинчани
- Ђуро Дукановић (1902—1945), бициклиста, југословенски олимпијаца 1924.
- Фрањо Михалић (1920—2015), атлетичар-маратонац југословенски олимпијац, освајач медаље на ЛОИ 1956.